# Свети Димитър (Никомидино)
Вижте пояснителната страница за други значения на Свети Димитър.
„Свети Димитър“ (на гръцки: Ναός Αγίου Δημητρίου) е православна църква в лъгадинското село Никомидино (Воренос), Гърция, част от Лъгадинската, Литийска и Рендинска епархия.
Храмът е изграден в началото на XIX век на хълм южно от селото, където е било разположено средновековното селище. Построен е върху апсидата на по-стара църква, разкрита при разкопки на IX ефория за византийски старини в Солун, започнали през лятото на 2003 година и завършили в 2005 година. По-старата църква датира вероятно от XV век – времето на конфликт за селището между Ардамерската и Литийската и Рендинска епископия. Около църквата е имало каменна стена.
Мястото на църквата е било гробище в Палеологово време. Цялата площ е 1 декар, като са запазени две вековни дървета. През 1960 година е решено местността да се заравни, за да се използва за селско стопанство и стотици кубични метри почва заедно с останките на византийското селище са изринати в съседния поток. Спасени са единствено основите на сграда от VI век.